# Béatriz Mediavilla
Béatriz Mediavilla est une cinéaste indépendante et une artiste multidisciplinaire québécoise née en 1972 à Rouyn-Noranda en Abitibi-Témiscamingue.

## Biographie
Elle est née en 1972 à Rouyn-Noranda, où elle demeure toujours aujourd'hui. À l'âge de 9 ans, elle commence à s'intéresser à la danse. Cet intérêt se développera et deviendra une réelle passion. Elle poursuit ses apprentissages de la danse à l'école de Lynn Vaillancourt. Plus tard, elle terminera ses études collégiales et universitaires qui l'amèneront à avoir sa maîtrise en études cinématographiques. À la suite de la perte de son conjoint, elle a mis sur pied le projet « Ce qu'il en reste ». Celui-ci rassemble plusieurs artistes de toutes sortes et montre une œuvre collective qui permet l'expression des émotions inexplicables par la parole. Elle se concentre, parallèlement, à l'enseignement de différentes notions cinématographiques au sein du Cégep de l'Abitibi-Témiscamingue.
En 2023, Béatriz Mediavilla fait partie d'une délégation de l'Abitibi-Témiscamingue pour participer au festival Vues du Québec à Florac, en France.

## Filmographie
Au courant de sa carrière, elle réalisera plusieurs courts et longs métrages, faisant toujours référence à sa passion pour la danse, qui seront diffusés partout à travers le monde.
- Danse avec elles, 2014[2]
- 3 mouvements de chutes, 2016[2]
- Vous sentir tous, 2019[2]
- Habiter le mouvement - un récit en dix chapitres, 2020[6]
- Axiomata, 2022[7]
- Au travers, 2024[8]

## Prix
Béatriz Mediavilla a reçu plusieurs prix et distinctions. 
- Prix meilleur documentaire de danse - Fine Art Film Festival de Venice Beach en Californie, 2020[1]
- Mention d'honneur - London International Monthly Film Festival, 2021[9]
- Prix du meilleur documentaire - Utah Dance Film Festival, 2021[1]
- Prix de la danse de Montréal / catégorie Découverte - Festival international du film sur l’art de Montréal, 2021[10]
- Prix de la meilleure œuvre canadienne - Festival international du film sur l’art de Montréal, 2021[1]
- Prix du CALQ / Artiste de l'année en Abitibi-Témiscamingue - Cérémonie de remise des Prix d’excellence en arts et culture de l’Abitibi-Témiscamingue, 2022[11]
- Prix du public pour son court métrage Au travers - Le Festival du cinéma francophone en Acadie (FICFA), 2024[12]